# Borotba
Borotba (ukrainska: Об'єднання "Боротьба" Objednannia “Boroťba”; ryska: Объединение "Боротьба") är en ukrainsk politisk vänsterrörelse som bildades 2011 ur Förenade Marxister av Viktor Sjapinov och Sergej Kiritjuk och som leds av Kiritjuk. Borotba är aktiv i östra Ukraina och har ett tätt samarbete med ryska Vänsterfronten. Huvudmålet är att höja vänsterideologier genom marxistiska metoder, och man stödjer antikapitalism, antifascism, politisk radikalism och jämställdhet mellan könen. "Borotba" betyder "kamp" på ukrainska. 
Borotba-ledaren Viktor Sjapinov har agiterat för proryska separatistgrupper i östra Ukraina. Han greps i mitten av november 2014, tillsammans med en annan i ledningen för Borotba, i Moldavien kort före landets presidentval[källa behövs]. De moldaviska myndigheterna hänvisar till förundersökningssekretess och har inte velat uppge anledningen till gripandet. Det har spekulerats i att de anklagas för att ha försökt störta den moldaviska regimen och underblåsa rysk separatism.[källa behövs]
Fyra av Borotbas ledande medlemmar satt i december 2014 fängslade hos proryska separatister i Donetsk, beskyllda för att vara ”ukrainska agenter” och fiender till Putin. De blev släppta efter två veckors fångenskap.[källa behövs]
Borotba var en aktiv del av anti-majdanrörelsen.[källa behövs] Idag är Borotba som organisation i princip krossad, de flesta aktivisterna har tvingats ge upp politiken, medan ledarna sitter fängslade, har mördats eller lever i landsflykt. Några före detta medlemmar har sedan kriget i östra Ukraina, som startade under våren 2014, ingått i Federala staten Nya Rysslands väpnade separatiststyrkor som stridit mot de Jatsenjuk ledda regeringerna i Kiev.[källa behövs]

## Källa
- AFTONBLADET AVSLÖJAR: V gav bistånd till pro-ryssar - Aftonbladet